# روتاکس ۳۷۷
روتاکس ۳۷۷ یک موتور هواگرد دو سیلندر، دو زمانه، ۳۵ اسب بخار (۲۶ کیلووات) است که توسط شرکت اتریشی روتاکس برای استفاده در هواپیماهای فوق سبک ساخته شده‌است.
این موتور دیگر تولید نمی‌شود.

## استفاده شده در
- Aerodyne Systems Vector
- Airdrome Dream Fantasy Twin
- Airdrome Fokker D-VIII
- APEV Pouchel II
- APEV Pouchel Classic
- APEV Pouchel Light
- APEV Scoutchel
- Bagalini Bagalini
- Birdman Chinook WT-11
- Canaero Toucan
- Dalby Pouchel
- Quicksilver MX
- Hummel CA-2
- Loehle Spad XIII
- Rotec Rally
- Sirocco 377GB[۳]
- Sorrell Guppy
- Spectrum Beaver RX-35
- Star Flight TX-1000
- Ultralight Engineering Astra

## مشخصات فنی (۳۷۷)
اطلاعات از ROTAX 377 UL Data Sheet

### خصوصیات عمومی
- نوع: موتور هوا خنک دو زمانه
- قطر سیلندر: ۶۲ میلی متر (۲٫۴۴ اینچ)
- کورس پیستون: ۶۱ میلی متر (۲٫۴۰ اینچ)
- حجم: ۳۶۸٫۳ سی‌سی (۲۲٫۴۸ اینچ مکعب)
- وزن خالص: ۳۸٫۴ kg (۸۴٫۶ پوند) (کامل از جمله سامانه کاهش دور و سیستم اگزوز)

### اجزاء
- مجموعه سوپاپ: پورت‌های پیستونی
- سامانهٔ سوخت‌رسانی: پمپ پنوماتیک تحت فشار
- نوع سوخت: سوخت خودکار بدون سرب ممتاز
- سامانهٔ روان‌کاری: پیش مخلوط شده در سوخت با نسبت ۵۰:۱
- سامانهٔ خنک‌کاری: پروانه یا هوای آزاد

### عملکرد
- توان خروجی: ۲۶ کیووات (۳۵ اسب بخار) در ۶۵۰۰ rpm
- نسبت قدرت به وزن: ۰٫۶۷ کیلووات/کیلوگرم (۰٫۴۱ اسب بخار/پوند)

## همچنین ببینید
- Arrow 250
- JPX PUL 425
- کاوازاکی ۴۴۰